# 1월 10일
1월 10일은 그레고리력으로 10번째(윤년일 경우도 10번째) 날에 해당한다.

## 사건
- 기원전 49년 - 율리우스 카이사르가 루비콘강을 건넘으로써 카이사르 내전이 시작되다.(주사위는 이미 던져졌다)
- 9년 - 외척 왕망이 전한을 멸망시키고 신나라를 세우다.
- 69년 - 로마 제국의 황제 갈바가 루키우스 칼푸르니우스 피소 리키니아누스를 자신의 후계자로 지명하다.
- 1072년 - 노르만족 정복자 로베르 기스카르가 팔레르모를 정복하다.
- 1776년 - 토머스 페인 《상식론》을 출판하여[1] 미국인들의 독립에 대한 열망에 큰 영향을 끼쳤다.
- 1810년 - 나폴레옹 보나파르트가 첫 번째 아내인 조제핀과 이혼하다.
- 1991년 - 일본 정부, 재일 한국인에 대한 지문날인제도 폐지.
- 2006년 - 김정일 조선노동당 총비서가 중화인민공화국을 비공식 방문하였다.
- 2015년
  - 경기도 의정부시 의정부동의 대봉그린 아파트에서 일어난 대형화재로 130명이 죽거나 다치고 건물 8동이 불에 타는 등 다수의 인명 및 재산피해가 발생하다.
  - 청주 크림빵 뺑소니 사건이 발생하다.

## 문화
- 1863년 - 세계 최초의 지하철이 영국 런던에서 운행 시작.
- 2003년 - 위키미디어 재단의 프로젝트 위키책 프로젝트가 시작되다.

## 탄생
- 1596년 - 조선의 문신, 성리학자, 작가 미수 허목. (~1682년)
- 1623년 - 조선 인조의 3남 인평대군.
- 1644년 - 프랑스의 군인, 원수 루이 프랑수아 드 부플레르 공작.  (~1711년)
- 1729년 - 이탈리아의 생물학자 라차로 스팔란차니. (~1799년)
- 1738년 - 미국의 지도자 이선 앨런. (~1789년)
- 1835년 - 일본의 사상가 후쿠자와 유키치. (~1901년)
- 1855년 - 조선의 동학 지도자 전봉준. (~1895년)
- 1868년 - 일본 메이지 시대의 소설가 오자키 고요. (~1903년)
- 1875년 - 대한제국과 일제강점기의 관료 이종국. (~1927년)
- 1877년 - 대한민국의 독립운동가 김병조. (~1952년)
- 1885년 - 청나라 광서제 치세 시대의 천립 군주 푸쥔. (~1942년)
- 1904년 - 미국의 보드빌 배우, 가수, 무용가 레이 볼거. (~1987년)
- 1913년
  - 체코슬로바키아의 정치인 구스타프 후사크. (~1991년)
  - 북한의 시인 겸 극작가 조명암. (~1993년)
- 1916년 - 조선민주주의인민공화국의 정치인 리종옥. (~1999년)
- 1921년 - 대한민국의 영화 제작자 출신 정치 깡패 임화수. (~1961년)
- 1924년 - 대한민국의 경찰 출신 정치인 곽영주. (~1961년)
- 1927년 - 대한민국의 기업인 한영원. (~2006년)
- 1928년 - 대한민국 예비역 육군 중령 출신의 암살 방조자 신초식. (~1958년)
- 1930년
  - 대한민국의 만화가 길창덕. (~2010년)
  - 미국의 기업인 로이 E. 디즈니. (~2009년)
  - 미국의 배우 일레인 드브리.
- 1931년 - 말레이시아의 정치인 닉 압둘 아지즈 빈 닉 맛. (~2015년)
- 1934년
  - 대한민국의 국악인 성창순. (~2017년)
  - 우크라이나의 제1대 대통령 레오니드 크라우추크. (~2022년)
- 1936년
  - 대한민국의 정치인 김기수. (~2006년)
  - 대한민국의 기업인 최수부. (~2013년)
- 1937년 - 대한민국의 축구 선수, 축구 감독 차경복. (~2006년)
- 1938년
  - 대한민국의 교수 백낙청.
  - 미국의 컴퓨터 과학자 도널드 커누스.
  - 미국의 야구 선수 윌리 맥코비. (~2018년)
- 1939년 - 미국의 가수 스콧 매켄지. (~2012년)
- 1940년
  - 대한민국의 공인회계사 겸 정치가 임길수. (~1990년)
  - 대한민국의 배우 김하림.
- 1942년 - 대한민국의 정치인 가기산. (~2023년)
- 1943년 - 미국의 수학자 리처드 S. 해밀턴. (~2024년)
- 1944년 - 대한민국의 성우 한상덕.
- 1945년 - 영국의 록 싱어송라이터 로드 스튜어트.
- 1947년 - 이탈리아의 축구인 툴리오 라네세. (~2025년)
- 1949년 - 미국의 복싱인 조지 포먼. (~2025년)
- 1953년 - 대한민국의 축구인 허정무.
- 1954년
  - 대한민국의 성우 이호인.
  - 대한민국의 팝페라 가수 키메라.
- 1955년 - 대한민국의 정치인 이승훈.
- 1956년 - 대한민국의 정치인, 국회의원 이명규.
- 1957년
  - 대한민국의 배우, 공연 제작자 송승환.
  - 대한민국의 바둑 기사 김동엽.
- 1959년 - 폴란드의 권투 선수 헨리크 페트리흐.
- 1960년 - 대한민국의 야구 선수 양승호.
- 1961년
  - 대한민국의 전 축구 선수, 현 축구 감독 최순호.
  - 대한민국의 정치인, 공무원 윤태영.
- 1962년
  - 대한민국의 의학자, 교육자 김진왕.
  - 대한민국의 전 야구 선수, 현 야구 코치 전대영.
  - 대한민국의 축구 감독, 전 축구 선수 최순호.
  - 대한민국의 배우 신복숙.
- 1963년
  - 대한민국의 전 야구 선수, 전 야구 감독 선동열.
  - 대한민국의 정치인 어기구.
- 1965년
  - 대한민국의 성우 손종환.
  - 대한민국의 아나운서 신동호.
  - 대한민국의 가수 장호일.
  - 대한민국의 축구 선수 최대식. (~2024년)
  - 일본의 전 축구 선수 히라카와 히로시.
- 1966년 - 미국의 권투 선수 케네디 매키니.
- 1968년 - 대한민국의 정치인 조경태.
- 1969년 - 대한민국의 기자 이용마. (~2019년)
- 1971년
  - 대한민국의 배우 김희원.
  - 대한민국의 뮤지컬 배우 류정한.
- 1972년
  - 일본의 가수, 록 밴드 야마구치 다쓰야.
  - 일본의 기업인 후루카와 슌타로.
- 1973년 - 미국의 야구 선수 게리 레스.
- 1974년 - 일본의 성우 유즈키 료카.
- 1976년 - 대한민국의 배우 최원영.
- 1977년 - 대한민국의 배우 김선은.
- 1978년
  - 미국의 프로레슬링 선수 타미나 스누카.
  - 대한민국의 가수 김현성.
  - 대한민국의 가수 윤상훈.
- 1979년 - 대한민국의 희극인 권진영.
- 1980년
  - 대한민국의 가수 김영민 (태사자).
  - 대한민국의 가수 박상훈.
- 1981년
  - 미국의 가수 브라이언 (플라이 투 더 스카이).
  - 대한민국의 뮤지션 하세빈.
- 1982년
  - 일본의 성우 후쿠엔 미사토.
  - 이란의 축구 선수 모함마드 노스라티.
- 1983년 - 대한민국의 화가 해연.
- 1984년
  - 대한민국의 배우 한주완.
  - 모로코의 축구 선수 마루안 샤마크.
  - 일본의 정치인 마루야마 호다카.
  - 대한민국의 가수, 래퍼 술제이.
- 1985년 - 대한민국의 작가 김하나.
- 1986년 - 대한민국의 가수, 작곡가 아우라.
- 1987년 - 사우디아라비아의 축구 선수 모하메드 알살라위.
- 1988년 - 대한민국의 아나운서 정준희.
- 1989년
  - 대한민국의 가수 솔지 (EXID).
  - 대한민국의 성악가 이벼리.
- 1990년
  - 미국의 아이스하키 선수 존 칼슨.
  - 대한민국의 전 배구 선수 이현진.
- 1991년
  - 스페인의 핸드볼 선수 곤살로 페레스 데 바르가스.
  - 영국의 배우 피네건 올드필드.
- 1992년
  - 대한민국의 야구 선수 강민국.
  - 대한민국의 희극인 홍현호.
  - 오스트레일리아의 방송인 블레어 윌리엄스.
  - 크로아티아의 축구 선수 시메 브르살코.
  - 가나의 축구 선수 크리스천 아추.
  - 대한민국의 배우 김건우.
- 1993년
  - 대한민국의 희극인 이혜지.
  - 대한민국의 싱어송라이터, 래퍼 제이클레프.
  - 대한민국의 축구 선수 이찬동.
- 1994년 - 대한민국의 배우 김예은.
- 1995년
  - 일본의 가수 켄타 (JBJ).
  - 대한민국의 뮤지컬 배우 박규연.
- 1996년 - 대한민국의 가수 해윤 (체리블렛).
- 1997년 - 일본의 배우 콘노 아유리.
- 1998년 - 대한민국의 가수 류시아.
- 1999년
  - 대한민국의 가수 여름 (우주소녀).
  - 잉글랜드의 축구 선수 메이슨 마운트.
- 2000년
  - 대한민국의 배우 김소희.
  - 일본의 가수 스가와라 마야.
- 2002년 - 대한민국의 가수, 작곡가 김준욱 (더 이스트라이트).
- 2003년 - 태국의 가수 프린스. (GHOST9)
- 2004년 - 대한민국의 래퍼 NSW 윤.
- 2005년 - 대한민국의 가수 박건욱.

## 사망
- 314년 - 제32대의 교황 교황 멜키아데. (?~)
- 681년 - 제79대 로마의교황 교황 아가토. (577년~)
- 1778년 - 스웨덴의 식물학자 칼 폰 린네. (1707년~)
- 1833년 - 프랑스의 수학자 아드리앵마리 르장드르. (1752년~)
- 1840년 - 영국의 조지 3세의 3번째 딸 영국 공주 엘리자베스. (1770년~)
- 1862년 - 미국의 총기 개발자 새뮤얼 콜트. (1814년~)
- 1964년 - 대한민국의 정치인 김약수. (1890년~)
- 1965년 - 대한민국의 수필가 전혜린. (1934년~)
- 1971년 - 프랑스의 패션디자이너 코코 샤넬. (1883년~)
- 1986년 - 체코의 소설가 야로슬라프 사이페르트. (1901년~)
- 2007년 - 대한민국의 희극인 김형은. (1981년~)
- 2008년 - 대한민국의 축구인 박수일. (1944년~)
- 2012년 - 대한민국의 야구 선수 이규환. (1989년~)
- 2014년 - 미국의 교육학자 엘리엇 아이스너. (1933년~)
- 2016년 - 영국의 가수 데이비드 보위. (1947년~)
- 2017년 - 독일의 제7대 대통령 로만 헤어초크. (1934년~)
- 2020년 - 오만의 국왕 카부스 빈 사이드 알사이드. (1940년~)
- 2021년
  - 미국의 사회활동가 낸시 워커 부시 엘리스. (1926년~)
  - 미국의 영화배우 줄리 스트레인. (1962년~)
- 2023년
  - 대한민국의 법조인 김승진. (1939년~)
  - 영국의 록 기타리스트 제프 벡. (1944년~)
  - 대한민국의 정치인 최수환. (1938년~)
  - 그리스 왕국의 마지막 국왕 콘스탄티노스 2세. (1940년~)
  - 오스트레일리아의 추기경 조지 펠. (1941년~)
- 2024년
  - 대한민국의 성우 성창수. (1958년~)
  - 미국의 게임디자이너 제넬 자퀘이스. (1956년~)
  - 미국의 판타지작가 테리 비슨. (1942년~)
  - 미국의 영화배우 티사 패로우. (1951년~)
- 2025년
  - 대한민국의 광물학자 김수진 (1939년~)
  - 홍콩의 정치인 시우카춘. (1969년~)

## 기념일
- 전통의 날(Traditional Day): 베냉

## 같이 보기
- 전날: 1월 9일 다음날: 1월 11일 - 전달: 12월 10일 다음달: 2월 10일
- 음력: 1월 10일
- 모두 보기